# Mapaganda
Mapaganda (Map — мапа та Propaganda — пропаганда) — це форма пропаганди, яку використовує Росія проти України та інших країн, які постраждали від військової агресії з її боку.
Це спотворення кордонів України для формування некоректного уявлення про державу. Наприклад, Крим позначається як частина Росії, на яку ніби «претендує Україна». Це створює уявлення, що агресором виступає саме Україна.
Mapaganda реалізується через вплив на картографічні компанії та спільноти, щоб вони у своїй продукції (шкільні підручники, атласи світу, глобуси, автомобільні атласи, туристичні товари, сервіси електронних мап тощо) зображували Україну не в кордонах 1991 року, а в реаліях сьогодення.
Термін вперше ввів Микола Голубей, засновник проєкту «Stop Mapaganda! Інформаційна деокупація України», який провів велике розслідування про масове розповсюдження некоректних зображень України в освітніх матеріалах європейських країн, зокрема Великої Британії, та США.
Проблема некоректного зображення України актуальна не тільки для друкованої продукції, але й для сервісів електронних мап, таких як Google Maps.
На цю проблему звернули представники української влади. Наприклад, народний депутат України Олексій Гончаренко, розповів про розслідування Миколи Голубея на своїй сторінці в Twitter.
24 лютого 2022 року, коли Росія почала повномасштабну війну проти України, всесвітньо відоме медіа National Geographic опублікувало матеріал під назвою «Фотографії, що показують хаос після російського вторгнення в Україну». У статті редакція використала карту, на якій Крим позначений частиною Росії, а захоплений росіянами схід України як спірна територія.
У жовтні 2023 року Олена Зеленська зустрілася з представниками компанії Google. На зустрічі вона звернула увагу на некоректне відображення мапи України на платформі Google згідно з визначеними кордонами 1991-го року: «Залежно від країни чи регіону, із якого зроблено запит «Україна» або «Ukraine», Google Maps показують Україну по-різному. Якщо запит роблять із території України, то в Google Maps Крим відображається як частина України. Якщо запит роблять із території РФ, то в Google Maps Крим, який є невіддільною частиною України, відображається як частина РФ. Якщо ж запит роблять із Європи, то Google Maps показує Крим як спірну територію».